# Irwiniella zaitzevi
Irwiniella zaitzevi är en tvåvingeart som beskrevs av Lyneborg 1986. Irwiniella zaitzevi ingår i släktet Irwiniella och familjen stilettflugor. Inga underarter finns listade i Catalogue of Life.